# 道外区
45°47′31″N 126°38′56″E / 45.79194°N 126.64889°E
道外区是黑龙江省哈尔滨市下辖的一个市辖区，曾名为滨江、傅家，区人民政府驻地為大兴街道北十四道街55號。

## 历史

### 清朝
道外区一带在清朝中期属阿勒楚喀副都统下辖地，清末增设民官，1907年1月23日（光绪三十二年十二月初十日），吉林将军下令设置滨江厅，其辖区便在今道外区一带。同年，滨江厅同知朱启经将厅署设在今道外区南十一道街，隶属哈尔滨关道（滨江关道）。1909年6月2日（宣统元年四月十五日），将滨江厅划入双城府管辖，后因其辖区面积太小，将沿松花江的一些地区划入其管辖范围，至此辖区东西长35公里，南北宽20公里。

### 中华民国
1912年中华民国建国，1913年3月，将滨江厅改名为滨江县，第二年6月，将西北路道改称为滨江道。1916年，将圈河、太平桥等地划归滨江县辖下。1929年2月，将滨江县改为吉林省直辖，同年5月，设立滨江市政筹备处，准备建立滨江市。建市完成后，将四家子、傅家甸、太平桥、圈河划为滨江市辖区。至此，滨江市管辖城市政务，滨江县管辖农村政务，两地由吉林省直辖。

### 满洲国和战后
九一八事变爆发后，东北沦陷，1932年，满洲国建立，并控制了东北三省。1933年7月1日，将滨江市并入哈尔滨特别市。1938年7月1日，哈尔滨市公署发布市区条例，宣布废除保甲制，实行区制，并将滨江市辖下的傅家甸地区划分为西傅家区和东傅家区。1945年抗日战争胜利，将东傅家区和西傅家区合并为道外区。1946年9月，又将道外区重新划分为东傅家区和西傅家区。1948年7月，将东、西两个傅家区分划为东、西、北三个傅家区。

### 中华人民共和国
1949年10月，人民政府宣布取消北傅家区，并入东、西两个傅家区，这两个傅家区以靖宇九道街为分界。1956年8月28日，黑龙江省人民委员会下令将东傅家区、西傅家区合并，改为道外区。1958年11月，将松浦乡划归道外区管辖，并将其改为松浦人民公社。1963年3月，恢复并重建滨江区。1972年8月，撤销滨江区，全域并入道外区。1983年、1984年，将原人民公社改为乡建制。1985年3月，将松浦乡、万宝乡升格为松浦镇、万宝镇，后将其改为万宝街道、松浦街道。2004年2月4日，中国国务院发布《国函[2004]10号》，批准调整哈尔滨市的行政区划，撤销原太平区，将其行政区域划归道外区管辖，并将道外区辖下的松花江北部地区太阳岛街道、三电街道、万宝街道和松浦街道划归新建立的松北区。2006年9月，原阿城市的巨源和永源两个镇划归道外区，全区辖22个街道办事处、1乡3镇。2013年2月，经省民政厅批准，民主乡撤乡建镇，全区辖22个街道办事处和4个镇。

#### 火灾事故
2015年1月2日13时，位於太古街與南勛街合圍地段（太古街727號）之火灾之鋼筋混凝土結構居民楼發生大火，由於當天21时半发生倒塌，导致5名正在救火之消防員殉職、14人受伤，至1月4日凌晨明火被撲滅；经过初步判断，可能是电暖气超负荷引发火灾。

## 行政区划
下辖22个街道、4个镇：
- 镇：团结镇、巨源镇、永源镇、民主镇
- 街道办事处：大兴街道、胜利街道、东原街道、东莱街道、太古街道、靖宇街道、滨江街道、南马街道、仁里街道、崇俭街道、振江街道、大有坊街道、三棵树大街街道、火车头街道、太平大街街道、黎华街道、新乐街道、新一街道、民强街道、化工街道、南直路街道、 水泥路街道。

## 地理
道外区西以滨洲铁路与道里区分界，铁道以西为道里区，铁道以东为道外区，南与南岗区、香坊区、阿城区相接，北与松北区、呼兰区毗邻，东与宾县相通。道外区处于寒温带，属于半湿润大陆性气候，其特点为四季分明。道外区年平均降水530毫米，年平均气温3.5摄氏度。道外区拥有一江、一山、两河，一江为松花江，一山为哈尔滨市区内唯一的山体天恒山，两河为阿什河和马家沟河。

## 人口
根據第七次人口普查數據，截至2020年11月1日零時，道外區常住人口為811178人。
第五次全国人口普查结果显示，道外区共有人口38.37万人，其中男性19.18万人，女性19.20万人，流动人口8.75万人。第六次全国人口普查结果显示道外区有常住人口906421人，永源镇为道外区第一人口大镇。